# Sherri DuPree
Sherri DuPree-Bemis (Tyler, Texas; 3 de diciembre de 1983) es una cantante y compositora estadounidense, reconocida por ser una de las compositoras y vocalistas de la banda de rock alternativo Eisley. Dupree-Bemis también ha sido vocalista invitada en otros proyectos, y se ha desempeñado como artista visual.
Tres de sus hermanos, Chauntelle, Stacy y Weston DuPree también son miembros de Eisley, junto a su primo Garron DuPree. Su hermana menor Christie ha aparecido con la banda en algunas presentaciones en vivo.

## Vida personal
DuPree está divorciada del músico Chad Gilbert de la banda New Found Glory. Luego se casó con el músico Max Bemis. En febrero de 2013, Bemis anunció el nacimiento de su hija, Lucy Jean. Una segunda hija, Coraline Mae Bemis, nació en febrero de 2015. Su tercer hijo, Charles Hanley Bemis, nació en abril de 2018. Su cuarto hijo, Ellis Ray Shifra Bemis, nació el 6 de abril de 2020. Su quinta hija, Aurora Lane Kim Bemis, nació el 5 de julio de 2021.

## Discografía

### Eisley
- Room Noises (2005)
- Combinations (2007)
- The Valley (2011)
- Currents (2013)
- I'm Only Dreaming (2017)

### Perma
- Two of a Crime (2013)